# Quintillus

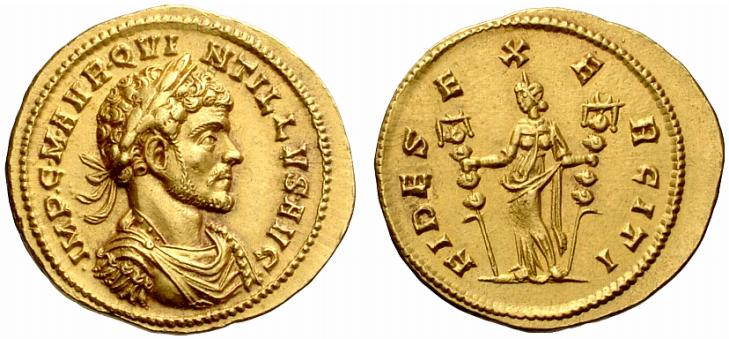
Aureus des Quintillus

Quintillus († 270), mit vollständigem Namen Marcus Aurelius Claudius Quintillus, war ein Bruder des römischen Kaisers Claudius Gothicus und im Jahr 270 als dessen Nachfolger selbst Kaiser.

## Leben
Über Quintillus ist relativ wenig bekannt. Er hatte angeblich zwei Kinder und wurde wohl in den 20er Jahren des 3. Jahrhunderts geboren. Wohl Anfang September 270 wurde er nach dem frühen Tod seines Bruders von dessen ehemaligen Soldaten zum Kaiser ausgerufen. Der Senat und auch die Provinzen, die in jener turbulenten Zeit der Reichskrise des 3. Jahrhunderts noch unter kaiserlicher Kontrolle standen, hatten gegen seine Inthronisierung vorerst nichts einzuwenden, doch erhoben bald darauf die Donaulegionen mit Aurelian einen Gegenkaiser.
Quintillus zog nun nach Aquileia, das er als Hauptquartier der Defensivstreitkräfte in Norditalien nutzte. Dort erwartete er das Heer Aurelians, doch liefen seine Soldaten schließlich zu Aurelian über. Quintillus starb kurz darauf; nach einigen Quellen wurde er ermordet, nach anderen gab er sich selbst den Tod. Die Angaben zur Länge seiner Regentschaft schwanken von nur 17 Tagen (so die Mehrzahl der Quellen) bis zu 77 Tagen (Chronograph von 354).

## Rezeption
Die römische Geschichtsschreibung sieht Quintillus als einen sehr fähigen und bescheidenen Herrscher, was vermutlich darauf zurückzuführen ist, dass er ein gutes Verhältnis zum römischen Senat hatte.
Oft wird Quintillus mit seinen Vorgängern Servius Sulpicius Galba und Publius Helvius Pertinax verglichen. Alle drei Kaiser wurden von senatorischen Quellen sehr wohlwollend bewertet, obwohl jeder von ihnen starb, bevor das erste Jahr der Regentschaft komplettiert werden konnte.
Der Schriftsteller Erwin Wickert hat das Leben des Quintillus in einem Roman geschildert.